# 2022年北京オリンピックのフリースタイルスキー競技
2022年北京オリンピックのフリースタイルスキー競技は国際スキー連盟（FIS）管轄で張家口市の雲頂スノーパークとビッグエア首鋼にて、2022年2月3日から19日まで全13種目が実施された。今大会では男女ビッグエアと混合エアリアルが新種目に加わった。

## 概要
男女142名ずつ、合計で284名の選手が出場資格を得る。1カ国からは最大で男女16名ずつ、計32名の選手を派遣することができる。また、個人種目には最大で4名まで出場することができる。混合エアリアルには男女エアリアルの両方に1名以上かつ、合わせて3名以上の選手を派遣する国が出場できる。
出場する選手は、2022年1月17日時点でFISが定める成績要件を満たすことと、予選期間内（2019年7月又は2020年7月～2022年1月16日）のワールドカップのいずれかか2021年の世界選手権で30位以内に入ることの両方が要件となる。

## 競技日程
太字は決勝が行われる日程。時刻はUTC+8。
| 日付 | 時刻  | 種目                  |
| ---- | ----- | --------------------- |
| 2/3  | 18:00 | 女子 モーグル         |
| 2/3  | 19:45 | 男子 モーグル         |
| 2/5  | 19:30 | 男子 モーグル         |
| 2/6  | 19:30 | 女子 モーグル         |
| 2/7  | 9:30  | 女子 ビッグエア       |
| 2/7  | 13:30 | 男子 ビッグエア       |
| 2/8  | 10:00 | 女子 ビッグエア       |
| 2/9  | 11:00 | 男子 ビッグエア       |
| 2/10 | 19:00 | 混合 エアリアル       |
| 2/13 | 10:00 | 女子 スロープスタイル |
| 2/13 | 19:00 | 女子 エアリアル       |
| 2/14 | 9:30  | 女子 スロープスタイル |
| 2/14 | 12:30 | 男子 スロープスタイル |
| 2/14 | 19:00 | 女子 エアリアル       |
| 2/15 | 9:30  | 男子 スロープスタイル |
| 2/15 | 19:00 | 男子 エアリアル       |
| 2/16 | 19:00 | 男子 エアリアル       |
| 2/17 | 9:30  | 女子 ハーフパイプ     |
| 2/17 | 11:30 | 女子 スキークロス     |
| 2/17 | 12:30 | 男子 ハーフパイプ     |
| 2/17 | 15:10 | 女子 スキークロス     |
| 2/18 | 9:30  | 女子 ハーフパイプ     |
| 2/18 | 11:45 | 男子 スキークロス     |
| 2/18 | 15:55 | 男子 スキークロス     |
| 2/19 | 9:30  | 男子 ハーフパイプ     |

## 競技形式

### ビッグエア
助走がある斜面を滑り降り、キッカーと呼ばれる踏み切り台からジャンプし、空中でのエア（ジャンプ）の技術を披露する。6名の審判がそれぞれ100点満点で採点し、最高点と最低点を除いた4名の平均点が得点となる。予選、決勝ともに3回ずつ演技を行い、高い方から2回の合計得点により順位が決まる。予選の上位12名が決勝へ進む。決勝のスタート順は1、2回目が予選の成績下位から、3回目は決勝2回目終了時点の下位から。

### エアリアル
個人
キッカーと呼ばれる反り返ったジャンプ台でストックを使わずにジャンプし、空中での技や高さなどを競う。5名の審判がエア、フォーム、着地を計10点満点で採点し、それぞれの要素で最高と最低を除いた3名の合計点に技の難易度を掛けたものが得点となる。得点比率はエアが20%、フォーム50%、着地30%。予選、決勝ともに2段階で実施される。全員が出場する予選1回目の上位6名は決勝進出が決定する。残りの選手は予選2回目にも出場する。1回目と2回目の良い方の成績で比較し、更に6名が決勝に進出する。決勝1回目のみ2回ずつ試技を行い、良い方の成績で比較し、上位6名が決勝2回目に進出する。スタート順は予選は抽選、決勝は直前の回戦の成績下位から。
混合団体
1チームは男女混合の3名で編成する。採点方法は個人戦と同じ。試技は各1回で、3名の合計得点で争う。決勝1回目の上位4チームが2回目に進む。

### ハーフパイプ
半円筒状のコースで両側の壁を往復しながら演技し、ジャンプの高さや回転技、着地などを6名の審判がそれぞれ100点満点で採点、最高点と最低点を除いた4名の平均点が得点となる。予選は2回、決勝は3回滑り、それぞれ最も高い得点が採用となる。予選の上位12名が決勝に進む。決勝のスタート順は、予選の成績下位から。

### モーグル
コブ（凹凸）が連続した急斜面を滑り降り、途中2カ所のエアで演技を行う。ターンとエアを採点し、滑走タイムによる得点を加えた合計で順位を決める。満点は100点で、得点構成は審判5名によるターン60%（最高点と最低点を除いた合計）、同2名によるエア20%（2人の平均点）、タイム20%。競技は予選（2段階）と決勝（3段階）で、各段階で選手は1回滑る。予選1回目では10名までが決勝に進出。さらに残りの選手で2回目を行い、1回目と2回目の良い方の成績で比較し更に10名が決勝に進む。決勝は1回目で上位12名が2回目に勝ち上がり、2回目の上位6名が最終の3回目に進む。スタート順は予選が抽選、決勝は直前の回戦の成績下位から滑る。

### スロープスタイル
形状の異なる複数のジャンプやレール、ボックス、テーブルなどレイアウトされたバラエティーに富んだコースからいくつかのアイテムを選択し、演技しながら滑走して得点で競う。全体の印象、高さ、難易度、完成度、多様性、流れなどの観点から採点し、順位を決定する。前半はジブと呼ばれるレール状のアイテムなど三つ、後半はジャンプ台が三つ設置される。スキーは前後両方向に滑走可能な形状になっており、後ろ向きからのジャンプもある。審判は計9名で、トリックジャッジ6名と演技全体を採点するオーバーオールジャッジ3名に分かれる。採点は100点満点で、得点の配分は概ねトリック60%、オーバーオール40%。予選は2回、決勝は3回滑り、それぞれ最も高い得点が採用される。予選の上位12名が決勝に進む。決勝のスタート順は、予選の成績下位から。

### スキークロス
ジャンプやウエーブと呼ばれる連続した起伏、バンクと呼ばれる角度の付いたカーブセクションなどが設置されたコースを滑る。予選は1名ずつ滑り、タイムによりトーナメントのシード順を決める。トーナメント1回戦からは各レース4名で着順を争うため、コース取りなど駆け引きが重要となる。各レース上位2名が次戦に進出するほか、5～8位決定戦も行われる。

## 競技結果

### 男子
| 種目             | 金                                          | 金                            | 銀                                              | 銀                              | 銅                                          | 銅                         |
| ---------------- | ------------------------------------------- | ----------------------------- | ----------------------------------------------- | ------------------------------- | ------------------------------------------- | -------------------------- |
| ビッグエア       | ビルク・ルード ノルウェー (NOR)             | 187.75                        | コルビー・スティーブンソン アメリカ合衆国 (USA) | 183.00                          | ヘンリク・ハーロウ スウェーデン (SWE)       | 181.00                     |
| エアリアル       | 斉広璞 中国 (CHN)                           | 129.00                        | オレクサンドル・アブラメンコ ウクライナ (UKR)   | 116.50                          | イリヤ・ブロフ ROC (ROC)                    | 114.93                     |
| ハーフパイプ     | ニコ・ポーティアス ニュージーランド (NZL)   | 93.00                         | デービッド・ワイズ アメリカ合衆国 (USA)         | 90.75                           | アレックス・フェレーラ アメリカ合衆国 (USA) | 86.75                      |
| モーグル         | バルター・バルベリ スウェーデン (SWE)       | 83.23                         | ミカエル・キングズベリー カナダ (CAN)           | 82.18                           | 堀島行真 日本 (JPN)                         | 81.48                      |
| スロープスタイル | アレクサンダー・ホール アメリカ合衆国 (USA) | 90.01                         | ニコラス・ゲッパー アメリカ合衆国 (USA)         | 86.48                           | ジェスパー・ジェイダー スウェーデン (SWE)   | 85.35                      |
| スキークロス     | ライアン・レゲツ スイス (SUI)               | ライアン・レゲツ スイス (SUI) | アレックス・フィバ スイス (SUI)                 | アレックス・フィバ スイス (SUI) | セルゲイ・リジク ROC (ROC)                  | セルゲイ・リジク ROC (ROC) |

### 女子
| 種目             | 金                                        | 金                                      | 銀                                      | 銀                                | 銅                                                            | 銅                                                            |
| ---------------- | ----------------------------------------- | --------------------------------------- | --------------------------------------- | --------------------------------- | ------------------------------------------------------------- | ------------------------------------------------------------- |
| ビッグエア       | 谷愛凌 中国 (CHN)                         | 188.25                                  | テス・ルドゥー フランス (FRA)           | 187.50                            | マチルド・グレモー スイス (SUI)                               | 182.50                                                        |
| エアリアル       | 徐夢桃 中国 (CHN)                         | 108.61                                  | ハンナ・フスコワ ベラルーシ (BLR)       | 107.95                            | メーガン・ニック アメリカ合衆国 (USA)                         | 93.76                                                         |
| ハーフパイプ     | 谷愛凌 中国 (CHN)                         | 95.25                                   | キャシー・シャープ カナダ (CAN)         | 90.75                             | レイチェル・カーカー カナダ (CAN)                             | 87.75                                                         |
| モーグル         | ジャカラ・アンソニー オーストラリア (AUS) | 83.09                                   | ジェーリン・カウフ アメリカ合衆国 (USA) | 80.28                             | アナスタシヤ・スミルノワ ROC (ROC)                            | 77.72                                                         |
| スロープスタイル | マチルド・グレモー スイス (SUI)           | 86.56                                   | 谷愛凌 中国 (CHN)                       | 86.23                             | ケリー・シルダル エストニア (EST)                             | 82.06                                                         |
| スキークロス     | サンドラ・ネスルンド スウェーデン (SWE)   | サンドラ・ネスルンド スウェーデン (SWE) | マリエル・トンプソン カナダ (CAN)       | マリエル・トンプソン カナダ (CAN) | ダニエラ・マイヤー ドイツ (GER) ファニー・スミス スイス (SUI) | ダニエラ・マイヤー ドイツ (GER) ファニー・スミス スイス (SUI) |

### 男女混合種目
| 種目       | 金 | 金     | 銀                              | 銀     | 銅                                                                      | 銅     |
| ---------- | --- | ------ | ------------------------------- | ------ | ----------------------------------------------------------------------- | ------ |
| エアリアル | アメリカ合衆国 (USA) アシュリー・コールドウェル クリストファー・リリス ジャスティン・シューネフェルト | 338.34 | 中国 (CHN) 徐夢桃 賈宗洋 斉広璞 | 324.22 | カナダ (CAN) マリオン・テノール ミア・フォンテーヌ ルイス・アーヴィング | 290.98 |

### 国別メダル獲得数
| 順 | 国・地域               | 金 | 銀 | 銅 | 計 |
| -- | ---------------------- | -- | -- | -- | -- |
| 1  | 中国 (CHN)（開催国）   | 4  | 2  | 0  | 6  |
| 2  | アメリカ合衆国 (USA)   | 2  | 4  | 2  | 8  |
| 3  | スイス (SUI)           | 2  | 1  | 2  | 5  |
| 4  | スウェーデン (SWE)     | 2  | 0  | 2  | 4  |
| 5  | オーストラリア (AUS)   | 1  | 0  | 0  | 1  |
| 5  | ノルウェー (NOR)       | 1  | 0  | 0  | 1  |
| 5  | ニュージーランド (NZL) | 1  | 0  | 0  | 1  |
| 8  | カナダ (CAN)           | 0  | 3  | 2  | 5  |
| 9  | ベラルーシ (BLR)       | 0  | 1  | 0  | 1  |
| 9  | フランス (FRA)         | 0  | 1  | 0  | 1  |
| 9  | ウクライナ (UKR)       | 0  | 1  | 0  | 1  |
| 12 | ROC (ROC)              | 0  | 0  | 3  | 3  |
| 13 | エストニア (EST)       | 0  | 0  | 1  | 1  |
| 13 | ドイツ (GER)           | 0  | 0  | 1  | 1  |
| 13 | 日本 (JPN)             | 0  | 0  | 1  | 1  |
|    | 合計                   | 13 | 13 | 14 | 40 |